# Saison 2 de Deadwood
Chronologie
Saison 1 Saison 3
Cet article présente la deuxième saison de la série télévisée Deadwood.

## Liste des épisodes
1. Bienvenue à Deadwood - 1re partie
2. Bienvenue à Deadwood - 2e partie
3. Argent neuf
4. Le Caillou
5. Complications
6. Quelque chose d'extrêmement onéreux
7. E.B. à l'Index
8. Enfantillages
9. Fusion et capital - 1re partie
10. Fusion et capital - 2e partie
11. Funérailles
12. Le Garçon qui parle à la terre

### Épisode 12:Le Garçon qui parle à la terre
Gerald McRaney (George Hearst)